# SIG Sauer P226
SIG Sauer P226 — пистолет, выпускающийся швейцарско-немецкой компанией SIG Sauer.

## История
Пистолет SIG Sauer P226 был разработан в 1981 году для участия в американском конкурсе ХМ9 на новый 9-мм пистолет для армии США. Он представлял собой по сути пистолет SIG Sauer P220, который состоял на вооружении вооружённых сил Швейцарии.
Пистолеты, представленные на конкурс M9
По итогам конкурса 1984 года годными были признаны только Р226 и итальянский пистолет Beretta 92.

## Конструкция и варианты
Автоматика пистолета работает по принципу отдачи ствола при его коротком ходе. Запирание осуществляется при помощи снижающегося ствола, сцеплением верхнего выступа его казённой части с увеличенным окном затвора-кожуха для выброса стреляных гильз. Снижение происходит при взаимодействии наклонной плоскости подствольного прилива с осью фиксатора ствола. Ударно-спусковой механизм курковый, двойного действия с предохранительным взводом курка. Имеются различные варианты УСМ. Спуск с предупреждением. Оружие имеет расположенный с левой стороны рамы рычаг безопасного спуска курка. При нажатии на этот рычаг он опускается вниз, поднимая шептало, и расцепляет его с прорезью боевого взвода курка. Под воздействием боевой пружины курок вращается до сцепления прорези предохранительного взвода с шепталом без контакта с ударником, что делает оружие удобным и безопасным в обращении. Пистолет оснащен автоматическим предохранителем ударника. На левой стороне рамы расположены также рычаг затворной задержки, находящийся за рычагом безопасного спуска курка, и фиксатор ствола. Защёлка магазина расположена в основании спусковой скобы.

## Варианты и модификации
- P226 DAK отличается от стандартного пистолета наличием только самовзводного ударно-спускового механизма и отсутствием рычага безопасного спуска курка
- P226 SAS — пистолет, выпускающийся мастерской Custom Shop, со сглаженными углами затвора-кожуха для удобства скрытого ношения оснащен только самовзводным УСМ. Калибр — .40 S&W. Ёмкость магазина — 12 патронов
- P226 Equinox — так же оружие от Custom Shop с двухтоновой обработкой поверхности затвора-кожуха и деревянными щечками рукоятки. Остальные характеристики остались прежними
- P226 Two-Tone отличается анодированной рамой из сплава и затвором-кожухом из нержавеющей стали.
- P226R, то есть R-рельсовый, который позволяет прицепить ЛЦУ или тактический фонарь
- Существуют также варианты P226: SL Sport II, Stainless, Beavertail, Elite, Navy, а также Е2 (см. ниже).
- P226 X5
- P226 X6
- SIG E2 P226 — вариант под патрон 9×19 мм Парабеллум для рынка гражданского огнестрельного оружия США, представленный в феврале 2010 года фирмой «Sauer SIG» (представительство швейцарской компании производителя «Swiss Arms AG» в США). От предыдущих версий его отличает улучшенная эргономика (E2 дословно расшифровывается как Enhanced Ergonomics). Новую модель пистолета SIG отличает монолитная структура рукояти и улучшенные текстуры её поверхности. Это позволило уменьшить размер задней части рукояти и в целом обеспечить больший комфорт стрельбы из пистолета. Модель SIG E2 P226 сделана с нитроновой отделкой корпуса (специальная разработка компании Sauer SIG, отличительными характеристиками которой являются высокая износостойкость, защита от коррозии и антибликовое покрытие)[2]
- SIG Sauer P228 — компактная версия
- SIG Sauer P229 — улучшенный вариант (с возможностью стрельбы патронами не 9×19 мм, кроме варианта Е2) преемник .

## Страны-эксплуатанты
- Беларусь — ограниченно состоит на вооружении спецподразделения МВД «Алмаз» и спецподразделения КГБ «Альфа»[3].
- Великобритания — P226R состоит на вооружении под обозначением L105 9mm Pistol[4]. В период операции в Афганистане выдавался экипажам техники сухопутных войск в качестве оружия самообороны.
- Израиль — некоторое количество закуплено в конце 1980-х — начале 1990-х годов; в конце 1990-х годов часть P-226, находившихся на вооружении спецподразделений ЦАХАЛ, заменили на Glock-17[5]
- Индонезия — некоторое количество на вооружении коммандос (группы боевых пловцов «Komando Pasukan Katak» и спецподразделения «Komando Pasukan Khusus»)[6]
- Ирландия — некоторое количество P-226 было закуплено для рейнджеров вооруженных сил Ирландии[7], используется также для подготовки детективов Гарда Шихана[8].
- Казахстан — с 2007 года сертифицирован в качестве служебного оружия[9]
- Канада[10]
- Новая Зеландия — партия пистолетов SIG P226 была закуплена для вооружённых сил Новой Зеландии, но 28 июня 2019 было принято решение о перевооружении войск на Glock-17[11]
- Польша — некоторое количество на вооружении спецподразделения «Formoza» военно-морских сил Польши[12]
- Россия — модель P-226TK-Pro[13] c 2010 года[14] некоторое количество закуплено Федерацией практической стрельбы России в качестве спортивного оружия[15]. Ограниченно используется спецподразделениями.
- США[16] — в 1986 году партию 9-мм пистолетов P-226 закупили для спецподразделения SEAL[17]; с 1988 года[1] это оружие закупило ФБР, береговая охрана и различные департаменты полиции.
- Украина — с 7 мая 2018 года разрешены в качестве оружия для отдельных категорий сотрудников Национального банка Украины[18]; в 2022 году из Канады было передано ещё 176 шт.[19]
- Франция